# Comic Yuri Hime
Comic Yuri Hime (яп. コミック百合姫 комикку юри химэ) — журнал юри-манги, выпускаемый издательством Ichijinsha. В журнале выходила такая манга, как Aoi Shiro Томоюки Фумотогавы и Поти Эдоя, First Love Sisters Мидзуо Синономэ, Haru Natsu Aki Fuyu Тайси Дзао и Эйки Эйки, Kotonoha no Miko to Kotodama no Majo to Мияби Фудзиэда, Kuchibiru Tameiki Sakurairo Милк Моринаги, Simoun Хаясэ Хасибы, Strawberry Shake Sweet Сидзуру Хаясии, Voiceful Навоко, Citrus Сабуроты.
Манга издаётся компанией Ichijinsha под импринтом Yuri Hime Comics (яп. 百合姫コミックス).

## История

Обложка ноябрьского номера Comic Yuri Hime S 2010 года.

Первый номер появился 17 июля 2005 года как приложение к Comic Zero-Sum. Comic Yuri Hime является наследником закрытого Yuri Shimai компании Sun Publishing, также посвящённого тематике юри, многие авторы которого перешли в Comic Yuri Hime. Он публиковался раз в квартал. С 8 номера (опубликован в январе 2008 года) журнал превратился в независимое издание. В честь этого события 11 том включал приложение Petit Yuri Hime, над которым совместно работали художники изданий Comic Yuri Hime, Comic Yuri Hime S и Yuri Hime: Wildrose. С 2010 года журнал, объединённый с ранее независимым Comic Yuri Hime S, выходит раз в два месяца, по нечетным месяцам. С 2016 года журнал начнет выходить раз в месяц. Comic Yuri Hime изначально создавался как журнал для женской аудитории, а Comic Yuri Hime S — для мужской, однако читательская аудитория Comic Yuri Hime — на 70 % мужчины.

## Comic Yuri Hime S
Comic Yuri Hime S (яп. コミック百合姫S Комикку Юри Химэ S) — ежеквартальный журнал юри-манги, рассчитанный на мужскую аудиторию. Он публиковался с 18 июня 2007 года по сентябрь 2010 года. Выходил в марте, июне, сентябре и декабре. Его тираж составлял 80 тыс. экземпляров. Последний номер 14 тома был издан 18 сентября 2010 года (ноябрьский), после чего Comic Yuri Hime S был объединён с Comic Yuri Hime. Часть манги продолжила выходить в Comic Yuri Hime, а часть была перенесена в онлайн.
В Comic Yuri Hime S печаталась такая манга, как Yuruyuri Намори, Honey Crush от создателя He is my Master Асу Цубаки, Minus Literacy Мики Мияситы (автор Maburaho), Cassiopeia Dolce Нобуюки Такаги (автор Kokoro Library), SUIKA Акихито Ёситоми (создатель Eat-Man), Fortune Ring Мами Касивабары, автора Sora no Manimani.